# Mimoclystia eucesta
Mimoclystia eucesta es una especie de polilla de la familia Geometridae, descrita por primera vez por David Stephen Fletcher en 1958, con distribución endémica en Uganda. El holotipo de la especie fue descrito en los valles del río Nyamwamba dentro de los límites del parque nacional de los Montes Ruwenzori a una altitud de 10 200 pies (3109,0 m) sobre el nivel del mar.